# 이지 액션 (밴드)
이지 액션(Easy Action)은 1981년에 결성된 스톡홀름 출신의 스웨덴 하드 록 밴드이다.